# WTA Tour 1992
Die WTA Tour 1992 (offiziell: Kraft Tour 1992) ist der 22. Jahrgang der Damentennis-Turnierserie, die von der Women’s Tennis Association ausgetragen wird.
Die Teamwettbewerbe Hopman Cup und Federation Cup werden wie die Grand-Slam-Turniere nicht von der WTA, sondern von der ITF organisiert. Sie werden dennoch aufgeführt, da die Spitzenspielerinnen auch dort in der Regel spielen.

## Turnierplan
| Kategorie          |
| ------------------ |
| Grand Slam         |
| Tour Championships |
| Tier I             |
| Tier II            |
| Tier III           |
| Tier IV & V        |

| Sonstige          |
| ----------------- |
| Hopman Cup        |
| Federation Cup    |
| Olympische Spiele |

### Erklärungen
Die Zeichenfolge von z. B. 128E/96Q/64D/32M hat folgende Bedeutung:

128E = 128 Spielerinnen spielen im Einzel

96Q = 96 Spielerinnen spielen die Qualifikation

64D = 64 Paarungen spielen im Doppel

32M = 32 Paarungen spielen im Mixed

### Dezember
| Datum 1 | Turnier                                                                              | Sieger(in)                             | Finalgegner(in)               | Ergebnis |
| ------- | ------------------------------------------------------------------------------------ | -------------------------------------- | ----------------------------- | -------- |
| 30.12.  | Hopman Cup Perth, Australien ITF – 600.000 $ Hartplatz                               | Manuela Maleeva-Fragnière Jakob Hlasek | Helena Suková Karel Novacek   | 2:1      |
| 30.12.  | Danone Women’s Open Brisbane, Australien Tier IV – 150.000 $ Hartplatz – 56E/32Q/28D | Nicole Provis                          | Rachel McQuillan              | 6:3, 6:2 |
| 30.12.  | Danone Women’s Open Brisbane, Australien Tier IV – 150.000 $ Hartplatz – 56E/32Q/28D | Jana Novotná Larisa Savchenko-Neiland  | Manon Bollegraf Nicole Provis | 6:4, 6:3 |

### Januar
| Datum 1 | Turnier                                                                                          | Sieger(in)                                        | Finalgegner(in)                         | Ergebnis        |
| ------- | ------------------------------------------------------------------------------------------------ | ------------------------------------------------- | --------------------------------------- | --------------- |
| 06.01.  | NSW Open Tournament of Champions Sydney, Australien Tier III – 225.000 $ Hartplatz – 56E/32Q/28D | Gabriela Sabatini                                 | Arantxa Sánchez Vicario                 | 6:1, 6:1        |
| 06.01.  | NSW Open Tournament of Champions Sydney, Australien Tier III – 225.000 $ Hartplatz – 56E/32Q/28D | Arantxa Sánchez Vicario Helena Suková             | Mary Joe Fernández Zina Garrison        | 7:64, 6:74, 6:2 |
| 13.01.  | Australian Open Melbourne, Australien Grand Slam – 2.000.000 $ Hartplatz – 128E/64Q/64D/32M      | Monica Seles                                      | Mary Joe Fernández                      | 6:2, 6:3        |
| 13.01.  | Australian Open Melbourne, Australien Grand Slam – 2.000.000 $ Hartplatz – 128E/64Q/64D/32M      | Arantxa Sánchez Vicario Helena Suková             | Mary Joe Fernández Zina Garrison        | 6:4, 7:63       |
| 13.01.  | Australian Open Melbourne, Australien Grand Slam – 2.000.000 $ Hartplatz – 128E/64Q/64D/32M      | Nicole Provis Mark Woodforde                      | Arantxa Sánchez Vicario Todd Woodbridge | 6:3, 4:6, 11:9  |
| 27.01.  | Nutri-Metics Bendon Classic Auckland, Neuseeland Tier V – 100.000 $ Hartplatz – 32E/32Q/16D      | Robin White                                       | Andrea Strnadová                        | 2:6, 6:4, 6:3   |
| 27.01.  | Nutri-Metics Bendon Classic Auckland, Neuseeland Tier V – 100.000 $ Hartplatz – 32E/32Q/16D      | Rosalyn Fairbank-Nideffer Raffaella Reggi-Concato | Jill Hetherington Kathy Rinaldi         | 1:6, 6:1, 7:5   |
| 27.01.  | Toray Pan Pacific Open Tokio, Japan Tier II – 350.000 $ Teppich (Halle) – 28E/32Q/16D            | Gabriela Sabatini                                 | Martina Navratilova                     | 6:2, 4:6, 6:2   |
| 27.01.  | Toray Pan Pacific Open Tokio, Japan Tier II – 350.000 $ Teppich (Halle) – 28E/32Q/16D            | Arantxa Sánchez Vicario Helena Suková             | Martina Navratilova Pam Shriver         | 7:5, 6:1        |

### Februar
| Datum 1 | Turnier | Siegerin                            | Finalgegnerin                            | Ergebnis        |
| ------- | --- | ----------------------------------- | ---------------------------------------- | --------------- |
| 03.02.  | Fernleaf Butter Classic Wellington, Neuseeland Tier V – 100.000 $ Hartplatz – 32E/26Q/16D                     | Noëlle van Lottum                   | Donna Faber                              | 6:4, 6:0        |
| 03.02.  | Fernleaf Butter Classic Wellington, Neuseeland Tier V – 100.000 $ Hartplatz – 32E/26Q/16D                     | Belinda Borneo Clare Wood           | Jo-Anne Faull Julie Richardson           | 6:0, 7:65       |
| 03.02.  | Nokia Grand Prix Essen, Deutschland Tier II – 350.000 $ Teppich (Halle) – 28E/30Q/16D                         | Monica Seles                        | Mary Joe Fernández                       | 6:0, 6:3        |
| 03.02.  | Nokia Grand Prix Essen, Deutschland Tier II – 350.000 $ Teppich (Halle) – 28E/30Q/16D                         | Katerina Maleewa Barbara Rittner    | Sabine Appelmans Claudia Porwik          | 7:5, 6:3        |
| 03.02.  | Mizuno World Ladies Osaka, Japan Tier IV – 150.000 $ Teppich (Halle) – 28E/30Q/16D                            | Helena Suková                       | Laura Gildemeister                       | 6:2, 4:6, 6:1   |
| 03.02.  | Mizuno World Ladies Osaka, Japan Tier IV – 150.000 $ Teppich (Halle) – 28E/30Q/16D                            | Rennae Stubbs Helena Suková         | Sandy Collins Rachel McQuillan           | 3:6, 6:4, 7:5   |
| 10.02.  | International Austrian Indoor Championships Linz, Österreich Tier V – 100.000 $ Teppich (Halle) – 32E/32Q/16D | Natalija Medwedjewa                 | Pascale Paradis-Mangon                   | 6:4, 6:2        |
| 10.02.  | International Austrian Indoor Championships Linz, Österreich Tier V – 100.000 $ Teppich (Halle) – 32E/32Q/16D | Monique Kiene Miriam Oremans        | Claudia Porwik Raffaella Reggi-Concato   | 6:4, 6:2        |
| 10.02.  | Virginia Slims of Chicago Chicago, Vereinigte Staaten Tier II – 350.000 $ Teppich (Halle) – 28E/16D           | Martina Navratilova                 | Jana Novotná                             | 7:64, 4:6, 7:5  |
| 10.02.  | Virginia Slims of Chicago Chicago, Vereinigte Staaten Tier II – 350.000 $ Teppich (Halle) – 28E/16D           | Martina Navratilova Pam Shriver     | Katrina Adams Zina Garrison              | 6:4, 7:67       |
| 17.02.  | Virginia Slims of Oklahoma Oklahoma, Vereinigte Staaten Tier IV – 150.000 $ Hartplatz (Halle) – 32E/32Q/16D   | Zina Garrison                       | Lori McNeil                              | 7:5, 3:6, 7:610 |
| 17.02.  | Virginia Slims of Oklahoma Oklahoma, Vereinigte Staaten Tier IV – 150.000 $ Hartplatz (Halle) – 32E/32Q/16D   | Lori McNeil Nicole Provis           | Katrina Adams Manon Bollegraf            | 3:6, 6:4, 7:66  |
| 17.02.  | Cesena Ladies Championships Cesena, Italien Tier V – 100.000 $ Teppich (Halle) – 32E/32Q/16D                  | Mary Pierce                         | Catherine Tanvier                        | 6:1, 6:1        |
| 17.02.  | Cesena Ladies Championships Cesena, Italien Tier V – 100.000 $ Teppich (Halle) – 32E/32Q/16D                  | Catherine Suire Catherine Tanvier   | Sabine Appelmans Raffaella Reggi-Contano | kampflos        |
| 24.02.  | Matrix Essentials Evert Cup Indian Wells, Vereinigte Staaten Tier II – 350.000 $ Hartplatz – 56/32Q/28D       | Monica Seles                        | Conchita Martínez                        | 6:3, 6:1        |
| 24.02.  | Matrix Essentials Evert Cup Indian Wells, Vereinigte Staaten Tier II – 350.000 $ Hartplatz – 56/32Q/28D       | Claudia Kohde-Kilsch Stephanie Rehe | Jill Hetherington Kathy Rinaldi          | 6:3, 6:3        |

### März
| Datum 1 | Turnier | Siegerin                                         | Finalgegnerin                            | Ergebnis       |
| ------- | --- | ------------------------------------------------ | ---------------------------------------- | -------------- |
| 02.03.  | Virginia Slims of Florida Boca Raton, Vereinigte Staaten Tier I – 550.000 $ Hartplatz – 56E/32Q/28D             | Steffi Graf                                      | Conchita Martínez                        | 3:6, 6:2, 6:0  |
| 02.03.  | Virginia Slims of Florida Boca Raton, Vereinigte Staaten Tier I – 550.000 $ Hartplatz – 56E/32Q/28D             | Larisa Savchenko-Neiland Natallja Swerawa        | Linda Harvey-Wild Conchita Martínez      | 6:2, 6:2       |
| 16.03.  | Lipton International Players Championships Miami, Vereinigte Staaten Tier I – 800.000 $ Hartplatz – 96E/64Q/48D | Arantxa Sánchez Vicario                          | Gabriela Sabatini                        | 6:1, 6:4       |
| 16.03.  | Lipton International Players Championships Miami, Vereinigte Staaten Tier I – 800.000 $ Hartplatz – 96E/64Q/48D | Arantxa Sánchez Vicario Larisa Savchenko-Neiland | Jill Hetherington Kathy Rinaldi          | 7:5, 5:7, 6:3  |
| 23.03.  | Acura U.S. Hardcourt Championships San Antonio, Vereinigte Staaten Tier III – 225.000 $ Hartplatz – 28E/32Q/16D | Martina Navratilova                              | Nathalie Tauziat                         | 6:2, 6:1       |
| 23.03.  | Acura U.S. Hardcourt Championships San Antonio, Vereinigte Staaten Tier III – 225.000 $ Hartplatz – 28E/32Q/16D | Martina Navratilova Pam Shriver                  | Patty Fendick Andrea Strnadová           | 3:6, 6:2, 7:64 |
| 23.03.  | Light n’ Lively Doubles Wesley Chapel, Vereinigte Staaten 175.000 $ – Sandplatz – 8D                            | Jana Novotná Larisa Savchenko-Neiland            | Arantxa Sánchez Vicario Natallja Swerawa | 6:4, 6:2       |
| 30.03.  | Family Circle Cup Hilton Head Island, Vereinigte Staaten Tier I – 550.000 $ Sandplatz – 56E/32Q/28D             | Gabriela Sabatini                                | Conchita Martínez                        | 6:1, 6:4       |
| 30.03.  | Family Circle Cup Hilton Head Island, Vereinigte Staaten Tier I – 550.000 $ Sandplatz – 56E/32Q/28D             | Arantxa Sánchez Vicario Natallja Swerawa         | Larisa Savchenko-Neiland Jana Novotná    | 6:4, 6:2       |

### April
| Datum 1 | Turnier                                                                                                   | Siegerin                                  | Finalgegnerin                           | Ergebnis       |
| ------- | --- | ----------------------------------------- | --------------------------------------- | -------------- |
| 06.04.  | Suntory Japan Open Tokio, Japan Tier IV – 150.000 $ Hartplatz – 32E/32Q/16D                               | Kimiko Date                               | Sabine Appelmans                        | 7:5, 3:6, 6:3  |
| 06.04.  | Suntory Japan Open Tokio, Japan Tier IV – 150.000 $ Hartplatz – 32E/32Q/16D                               | Amy Frazier Rika Hiraki                   | Kimiko Date Stephanie Rehe              | 5:7, 7:65, 6:0 |
| 06.04.  | Bausch & Lomb Championships Amelia Island, Vereinigte Staaten Tier II – 350.000 $ Hartplatz – 56E/32Q/28D | Gabriela Sabatini                         | Steffi Graf                             | 6:2, 1:6, 6:3  |
| 06.04.  | Bausch & Lomb Championships Amelia Island, Vereinigte Staaten Tier II – 350.000 $ Hartplatz – 56E/32Q/28D | Arantxa Sánchez Vicario Natallja Swerawa  | Zina Garrison Jana Novotná              | 6:1, 6:0       |
| 13.04.  | Volvo Women’s Open Pattaya, Thailand Tier V – 100.000 $ Hartplatz – 32E/32Q/16D                           | Sabine Appelmans                          | Andrea Strnadová                        | 7:5, 3:6, 7:5  |
| 13.04.  | Volvo Women’s Open Pattaya, Thailand Tier V – 100.000 $ Hartplatz – 32E/32Q/16D                           | Isabelle Demongeot Natalija Medwedjewa    | Pascale Paradis-Mangon Sandrine Testud  | 6:1, 6:1       |
| 13.04.  | Virginia Slims of Houston Houston, Vereinigte Staaten Tier II – 350.000 $ Sandplatz – 28E/32Q/16D         | Monica Seles                              | Zina Garrison                           | 6:1, 6:1       |
| 13.04.  | Virginia Slims of Houston Houston, Vereinigte Staaten Tier II – 350.000 $ Sandplatz – 28E/32Q/16D         | Patty Fendick Gigi Fernández              | Jill Hetherington Kathy Rinaldi         | 7:5, 6:4       |
| 20.04.  | Open Seat of Spain Barcelona, Spanien Tier III – 225.000 $ Sandplatz v 28E/28Q/16D                        | Monica Seles                              | Arantxa Sanchez Vicario                 | 3:6, 6:2, 6:3  |
| 20.04.  | Open Seat of Spain Barcelona, Spanien Tier III – 225.000 $ Sandplatz v 28E/28Q/16D                        | Conchita Martínez Arantxa Sánchez Vicario | Nathalie Tauziat Judith Wiesner         | 6:4, 6:1       |
| 20.04.  | Women’s Open Malaysia Kuala Lumpur, Malaysia Tier V – 100.000 $ Hartplatz – 32E/32Q/16D                   | Yayuk Basuki                              | Andrea Strnadová                        | 6:3, 6:0       |
| 20.04.  | Women’s Open Malaysia Kuala Lumpur, Malaysia Tier V – 100.000 $ Hartplatz – 32E/32Q/16D                   | Isabelle Demongeot Natalija Medwedjewa    | Rika Hiraki Petra Langrová              | 2:6, 6:4, 6:1  |
| 27.04.  | Citizen Cup Hamburg, Deutschland Tier II – 350.000 $ Sandplatz – 32E/16D                                  | Steffi Graf                               | Arantxa Sánchez Vicario                 | 7:65, 6:2      |
| 27.04.  | Citizen Cup Hamburg, Deutschland Tier II – 350.000 $ Sandplatz – 32E/16D                                  | Steffi Graf Rennae Stubbs                 | Manon Bollegraf Arantxa Sánchez Vicario | 4:6, 6:3, 6:4  |
| 27.04.  | Ilva Trophy Tarent, Italien Tier V – 100.000 $ Sandplatz – 32E/32Q/16D                                    | Julie Halard                              | Emanuela Zardo                          | 6:0, 7:5       |
| 27.04.  | Ilva Trophy Tarent, Italien Tier V – 100.000 $ Sandplatz – 32E/32Q/16D                                    | Amanda Coetzer Inés Gorrochategui         | Rachel McQuillan Radka Zrubáková        | 4:6, 6:3, 7:60 |

### Mai
| Datum 1 | Turnier                                                                                                 | Sieger(in)                             | Finalgegner(in)                           | Ergebnis       |
| ------- | --- | -------------------------------------- | ----------------------------------------- | -------------- |
| 04.05.  | Belgian Ladies Open Waregem, Belgien Tier V – 100.000 $ Sandplatz – 32E/30Q/16D                         | Wiltrud Probst                         | Meike Babel                               | 6:2, 6:3       |
| 04.05.  | Belgian Ladies Open Waregem, Belgien Tier V – 100.000 $ Sandplatz – 32E/30Q/16D                         | Manon Bollegraf Caroline Vis           | Olena Brjuchowez Petra Langrová           | 6:4, 6:3       |
| 04.05.  | Campionati Internazionali d’Italia Peugeot Open Rom, Italien Tier I – 550.000 $ Sandplatz – 56E/32Q/28D | Gabriela Sabatini                      | Monica Seles                              | 7:5, 6:4       |
| 04.05.  | Campionati Internazionali d’Italia Peugeot Open Rom, Italien Tier I – 550.000 $ Sandplatz – 56E/32Q/28D | Monica Seles Helena Suková             | Katerina Maleewa Barbara Rittner          | 6:1, 6:2       |
| 11.05.  | Lufthansa Cup Berlin, Deutschland Tier I – 550.000 $ Sandplatz – 56E/32Q/28D                            | Steffi Graf                            | Arantxa Sánchez Vicario                   | 4:6, 7:5, 6:2  |
| 11.05.  | Lufthansa Cup Berlin, Deutschland Tier I – 550.000 $ Sandplatz – 56E/32Q/28D                            | Jana Novotná Larisa Savchenko-Neiland  | Gigi Fernández Natallja Swerawa           | 7:65, 4:6, 7:5 |
| 18.05.  | Internationaux de Strasbourg Straßburg, Frankreich Tier IV – 150.000 $ Sandplatz – 28E/32Q/16D          | Judith Wiesner                         | Naoko Sawamatsu                           | 6:1, 6:3       |
| 18.05.  | Internationaux de Strasbourg Straßburg, Frankreich Tier IV – 150.000 $ Sandplatz – 28E/32Q/16D          | Patty Fendick Andrea Strnadová         | Lori McNeil Mercedes Paz                  | 6:3, 6:4       |
| 18.05.  | Lucerne European Open Luzern, Schweiz Tier IV – 150.000 $ Sandplatz – 28E/31Q/16D                       | Amy Frazier                            | Radka Zrubáková                           | 6:4, 4:6, 7:5  |
| 18.05.  | Lucerne European Open Luzern, Schweiz Tier IV – 150.000 $ Sandplatz – 28E/31Q/16D                       | Amy Frazier Elna Reinach               | Karina Habšudová Marianne Werdel          | 7:5, 6:2       |
| 25.05.  | French Open Paris, Frankreich Grand Slam – 3.277.836 $ Sandplatz – 128E/64Q/64D/48M                     | Monica Seles                           | Steffi Graf                               | 6:2, 3:6, 10:8 |
| 25.05.  | French Open Paris, Frankreich Grand Slam – 3.277.836 $ Sandplatz – 128E/64Q/64D/48M                     | Gigi Fernández Natallja Swerawa        | Conchita Martínez Arantxa Sánchez Vicario | 6:3, 6:2       |
| 25.05.  | French Open Paris, Frankreich Grand Slam – 3.277.836 $ Sandplatz – 128E/64Q/64D/48M                     | Arantxa Sánchez Vicario Mark Woodforde | Lori McNeil Bryan Shelton                 | 6:2, 6:3       |

### Juni
| Datum 1 | Turnier                                                                                                  | Sieger(in)                            | Finalgegner(in)                  | Ergebnis      |
| ------- | --- | ------------------------------------- | -------------------------------- | ------------- |
| 08.06.  | The Dow Classic Birmingham, Großbritannien Tier IV – 150.000 $ Rasen – 56E/32Q/28D                       | Brenda Schultz                        | Jenny Byrne                      | 6:2, 6:2      |
| 08.06.  | The Dow Classic Birmingham, Großbritannien Tier IV – 150.000 $ Rasen – 56E/32Q/28D                       | Lori McNeil Rennae Stubbs             | Sandy Collins Elna Reinach       | 5:7, 6:3, 8:6 |
| 15.06.  | Pilkington Glass Ladies Championships Eastbourne, Großbritannien Tier II – 350.000 $ Rasen v 64E/32Q/28D | Lori McNeil                           | Linda Harvey-Wild                | 6:4, 6:4      |
| 15.06.  | Pilkington Glass Ladies Championships Eastbourne, Großbritannien Tier II – 350.000 $ Rasen v 64E/32Q/28D | Jana Novotná Larisa Savchenko-Neiland | Mary Joe Fernández Zina Garrison | 6:0, 6:3      |
| 22.06.  | Wimbledon Championships London, Großbritannien Grand Slam – 3.000.000 $ Rasen – 128E/64Q/64D/32Q/64M     | Steffi Graf                           | Monica Seles                     | 6:2, 6:1      |
| 22.06.  | Wimbledon Championships London, Großbritannien Grand Slam – 3.000.000 $ Rasen – 128E/64Q/64D/32Q/64M     | Gigi Fernández Natallja Swerawa       | Jana Novotná Larisa Neiland      | 6:4, 6:1      |
| 22.06.  | Wimbledon Championships London, Großbritannien Grand Slam – 3.000.000 $ Rasen – 128E/64Q/64D/32Q/64M     | Larisa Savchenko-Neiland Cyril Suk    | Miriam Oremans Jacco Eltingh     | 7:62, 6:2     |

### Juli
| Datum 1 | Turnier                                                                                                | Siegerin                          | Finalgegnerin                             | Ergebnis       |
| ------- | --- | --------------------------------- | ----------------------------------------- | -------------- |
| 06.07.  | Torneo Internazionale Femminile di Palermo Palermo, Italien Tier V – 100.000 $ Sandplatz – 32E/16Q/16D | Mary Pierce                       | Brenda Schultz                            | 6:1, 6:73, 6:1 |
| 06.07.  | Torneo Internazionale Femminile di Palermo Palermo, Italien Tier V – 100.000 $ Sandplatz – 32E/16Q/16D | Halle Cioffi María José Gaidano   | Petra Langrová Ana Segura                 | 6:3, 4:6, 6:3  |
| 06.07.  | Citroen Cup Austrian Ladies Open Kitzbühel, Österreich Tier IV – 150.000 $ Sandplatz – 32E/32Q/16D     | Conchita Martínez                 | Manuela Maleeva-Fragnière                 | 6:0, 3:6, 6:2  |
| 06.07.  | Citroen Cup Austrian Ladies Open Kitzbühel, Österreich Tier IV – 150.000 $ Sandplatz – 32E/32Q/16D     | Florencia Labat Alexia Dechaume   | Amanda Coetzer Wiltrud Probst             | 6:3, 6:3       |
| 13.07.  | Federation Cup Finale Frankfurt am Main, Deutschland ITF - Sandplatz                                   | Deutschland                       | Spanien                                   | 2:1            |
| 20.07.  | Internazionali di Tennis San Marino San Marino Tier V - 100.000 $ Sandplatz- 32E/32Q/16D               | Magdalena Maleewa                 | Federica Bonsignori                       | 7:63, 6:4      |
| 20.07.  | Internazionali di Tennis San Marino San Marino Tier V - 100.000 $ Sandplatz- 32E/32Q/16D               | Alexia Dechaume Florencia Labat   | Sandra Cecchini Laura Garrone             | 7:66, 7:5      |
| 20.07.  | HTC Prague Open Prag, Tschechoslowakei Tier V – 100.000 $ Sandplatz – 32E/32Q/16D                      | Radka Zrubáková                   | Kateřina Kroupová                         | 6:3, 7:5       |
| 20.07.  | HTC Prague Open Prag, Tschechoslowakei Tier V – 100.000 $ Sandplatz – 32E/32Q/16D                      | Karin Kschwendt Petra Ritter      | Eva Švíglerová Noëlle van Lottum          | 6:4, 2:6, 7:5  |
| 27.07.  | Olympische Sommerspiele Barcelona, Spanien Olympische Spiele Sandplatz – 64E/32D                       | Jennifer Capriati                 | Steffi Graf                               | 3:6, 6:3, 6:4  |
| 27.07.  | Olympische Sommerspiele Barcelona, Spanien Olympische Spiele Sandplatz – 64E/32D                       | Gigi Fernández Mary Joe Fernández | Conchita Martínez Arantxa Sánchez Vicario | 7:5, 2:6, 6:2  |

### August
| Datum 1 | Turnier | Sieger(in)                            | Finalgegner(in)                       | Ergebnis      |
| ------- | --- | ------------------------------------- | ------------------------------------- | ------------- |
| 10.08.  | Virginia Slims of Los Angeles Manhattan Beach, Vereinigte Staaten Tier II – 350.000 $ Hartplatz – 28E/32Q/16D | Martina Navratilova                   | Monica Seles                          | 6:4, 6:2      |
| 10.08.  | Virginia Slims of Los Angeles Manhattan Beach, Vereinigte Staaten Tier II – 350.000 $ Hartplatz – 28E/32Q/16D | Arantxa Sánchez Vicario Helena Suková | Zina Garrison Pam Shriver             | 6:4, 6:2      |
| 17.08.  | Matinee Ltd. Canadian Open Montreal, Kanada Tier I – 550.000 $ Hartplatz – 56E/32Q/28D                        | Arantxa Sánchez Vicario               | Monica Seles                          | 6:3, 4:6, 6:4 |
| 17.08.  | Matinee Ltd. Canadian Open Montreal, Kanada Tier I – 550.000 $ Hartplatz – 56E/32Q/28D                        | Lori McNeil Rennae Stubbs             | Gigi Fernández Natallja Swerawa       | 3:6, 7:5, 7:5 |
| 24.08.  | Mazda Tennis Classic San Diego, Vereinigte Staaten Tier III – 225.000 $ Hartplatz – 32E/32Q/16D               | Jennifer Capriati                     | Conchita Martínez                     | 6:3, 6:2      |
| 24.08.  | Mazda Tennis Classic San Diego, Vereinigte Staaten Tier III – 225.000 $ Hartplatz – 32E/32Q/16D               | Jana Novotná Larisa Savchenko-Neiland | Conchita Martínez Mercedes Paz        | 6:1, 6:4      |
| 24.08.  | OTB International Tennis Open Schenectady, Vereinigte Staaten Tier V – 100.000 $ Hartplatz – 32E/32Q/16D      | Barbara Rittner                       | Brenda Schultz                        | 7:63, 6:3     |
| 24.08.  | OTB International Tennis Open Schenectady, Vereinigte Staaten Tier V – 100.000 $ Hartplatz – 32E/32Q/16D      | Alexia Dechaume Florencia Labat       | Ginger Helgeson Shannan McCarthy      | 6:3, 1:6, 6:2 |
| 31.08.  | US Open New York, Vereinigte Staaten Grand Slam – 3.734.850 $ Hartplatz – 128E/64Q/64D/32M                    | Monica Seles                          | Arantxa Sánchez-Vicario               | 6:3, 6:3      |
| 31.08.  | US Open New York, Vereinigte Staaten Grand Slam – 3.734.850 $ Hartplatz – 128E/64Q/64D/32M                    | Gigi Fernández Natallja Swerawa       | Jana Novotná Larisa Savchenko-Neiland | 7:64, 6:1     |
| 31.08.  | US Open New York, Vereinigte Staaten Grand Slam – 3.734.850 $ Hartplatz – 128E/64Q/64D/32M                    | Nicole Provis Mark Woodforde          | Helena Suková Tom Nijssen             | 4:6, 6:3, 6:3 |

### September
| Datum 1 | Turnier                                                                                                 | Siegerin                              | Finalgegnerin                       | Ergebnis       |
| ------- | --- | ------------------------------------- | ----------------------------------- | -------------- |
| 14.09.  | Open Clarins Paris, Frankreich Tier IV – 150.000 $ Sandplatz – 32E/32Q/16D                              | Sandra Cecchini                       | Emanuela Zardo                      | 6:2, 6:1       |
| 14.09.  | Open Clarins Paris, Frankreich Tier IV – 150.000 $ Sandplatz – 32E/32Q/16D                              | Sandra Cecchini Patricia Tarabini     | Rachel McQuillan Noëlle van Lottum  | 7:5, 6:1       |
| 21.09.  | Nichirei International Ladies Championships Tokio, Japan Tier II – 350.000 $ Hartplatz – 28E/32Q/16D    | Monica Seles                          | Gabriela Sabatini                   | 6:2, 6:0       |
| 21.09.  | Nichirei International Ladies Championships Tokio, Japan Tier II – 350.000 $ Hartplatz – 28E/32Q/16D    | Mary Joe Fernández Robin White        | Yayuk Basuki Nana Miyagi            | 6:4, 6:4       |
| 28.09.  | Open Whirlpool - Ville de Bayonne Bayonne, Frankreich Tier IV – 150.000 $ Teppich (Halle) – 32E/32Q/16D | Manuela Maleeva-Fragnière             | Nathalie Tauziat                    | 6:74, 6:2, 6:3 |
| 28.09.  | Open Whirlpool - Ville de Bayonne Bayonne, Frankreich Tier IV – 150.000 $ Teppich (Halle) – 32E/32Q/16D | Linda Ferrando Petra Langrová         | Claudia Kohde-Kilsch Stephanie Rehe | 1:6, 6:3, 6:4  |
| 28.09.  | Volkswagen Cup Damen GP Leipzig, Deutschland Tier III – 225.000 $ Teppich (Halle) – 32E/16D             | Steffi Graf                           | Jana Novotná                        | 6:3, 1:6, 6:4  |
| 28.09.  | Volkswagen Cup Damen GP Leipzig, Deutschland Tier III – 225.000 $ Teppich (Halle) – 32E/16D             | Larisa Savchenko-Neiland Jana Novotná | Patty Fendick Andrea Strnadová      | 7:5, 7:64      |
| 28.09.  | P&G Taiwan Women’s Open Taipeh, Taiwan Tier V – 100.000 $ Hartplatz – 32E/19Q/16D                       | Shaun Stafford                        | Ann Grossman                        | 6:1, 6:3       |
| 28.09.  | P&G Taiwan Women’s Open Taipeh, Taiwan Tier V – 100.000 $ Hartplatz – 32E/19Q/16D                       | Jo-Anne Faull Julie Richardson        | Amanda Coetzer Cammy MacGregor      | 3:6, 6:3, 6:2  |

### Oktober
| Datum 1 | Turnier                                                                                               | Siegerin                              | Finalgegnerin                     | Ergebnis       |
| ------- | --- | ------------------------------------- | --------------------------------- | -------------- |
| 05.10.  | European Indoors Zurich Zürich, Schweiz Tier II – 350.000 $ Teppich (Halle) – 32E/16D                 | Steffi Graf                           | Martina Navratilova               | 2:6, 7:5, 7:5  |
| 05.10.  | European Indoors Zurich Zürich, Schweiz Tier II – 350.000 $ Teppich (Halle) – 32E/16D                 | Helena Suková Natallja Swerawa        | Martina Navratilova Pam Shriver   | 7:65, 6:4      |
| 12.10.  | Porsche Tennis Grand Prix Filderstadt, Deutschland Tier II – 350.000 $ Teppich (Halle) – 32E/32Q/16D  | Martina Navratilova                   | Gabriela Sabatini                 | 7:61, 6:3      |
| 12.10.  | Porsche Tennis Grand Prix Filderstadt, Deutschland Tier II – 350.000 $ Teppich (Halle) – 32E/32Q/16D  | Arantxa Sánchez Vicario Helena Suková | Pam Shriver Natallja Swerawa      | 6:4, 7:5       |
| 19.10.  | Midland Bank Championships Brighton, Großbritannien Tier II – 350.000 $ Teppich (Halle) – 32E/32Q/16D | Steffi Graf                           | Jana Novotná                      | 4:6, 6:4, 7:63 |
| 19.10.  | Midland Bank Championships Brighton, Großbritannien Tier II – 350.000 $ Teppich (Halle) – 32E/32Q/16D | Jana Novotná Larisa Savchenko-Neiland | Conchita Martínez Radka Zrubáková | 6:4, 6:1       |
| 26.10.  | Puerto Rican Open San Juan, Puerto Rico Tier IV – 150.000 $ Hartplatz – 32E/32Q/16D                   | Mary Pierce                           | Gigi Fernández                    | 6:1, 7:5       |
| 26.10.  | Puerto Rican Open San Juan, Puerto Rico Tier IV – 150.000 $ Hartplatz – 32E/32Q/16D                   | Amanda Coetzer Elna Reinach           | Gigi Fernández Kathy Rinaldi      | 6:2, 4:6, 6:2  |

### November
| Datum 1 | Turnier | Siegerin                              | Finalgegnerin                             | Ergebnis      |
| ------- | --- | ------------------------------------- | ----------------------------------------- | ------------- |
| 02.11.  | Bank of the West Classic Oakland, Vereinigte Staaten Tier II – 350.000 $ Teppich (Halle) – 28E/16D               | Monica Seles                          | Martina Navratilova                       | 6:3, 6:4      |
| 02.11.  | Bank of the West Classic Oakland, Vereinigte Staaten Tier II – 350.000 $ Teppich (Halle) – 28E/16D               | Gigi Fernández Natallja Swerawa       | Rosalyn Fairbank-Nideffer Gretchen Magers | 3:6, 6:2, 6:4 |
| 09.11.  | Indianapolis Tennis Classic Indianapolis, Vereinigte Staaten Tier IV – 150.000 $ Hartplatz (Halle) – 32E/32Q/16D | Helena Suková                         | Linda Harvey-Wild                         | 6:4, 6:3      |
| 09.11.  | Indianapolis Tennis Classic Indianapolis, Vereinigte Staaten Tier IV – 150.000 $ Hartplatz (Halle) – 32E/32Q/16D | Katrina Adams Elna Reinach            | Sandy Collins Mary-Lou Daniels            | 5:7, 6:2, 6:4 |
| 09.11.  | Virginia Slims of Philadelphia PLhiladelphia, Vereinigte Staaten Tier II – 350.000 $ Teppich (Halle) – 28E/16D   | Steffi Graf                           | Arantxa Sánchez Vicario                   | 6:3, 3:6, 6:1 |
| 09.11.  | Virginia Slims of Philadelphia PLhiladelphia, Vereinigte Staaten Tier II – 350.000 $ Teppich (Halle) – 28E/16D   | Gigi Fernández Natallja Swerawa       | Conchita Martínez Mary Pierce             | 6:1, 6:3      |
| 16.11.  | WTA Championships New York, Vereinigte Staaten Masters – 3.000.000 $ Teppich (Halle) – 16E/8D                    | Monica Seles                          | Martina Navratilova                       | 7:5, 6:3, 6:1 |
| 16.11.  | WTA Championships New York, Vereinigte Staaten Masters – 3.000.000 $ Teppich (Halle) – 16E/8D                    | Arantxa Sánchez Vicario Helena Suková | Jana Novotná Larisa Neiland               | 7:64, 6:1     |